# Rashgua branchiatus
Rashgua branchiatus är en ringmaskart som beskrevs av Green 2002. Rashgua branchiatus ingår i släktet Rashgua och familjen Capitellidae. Inga underarter finns listade i Catalogue of Life.